# Ben Kuroki
Pour les articles homonymes, voir Kuroki.
Ben Kuroki (né le 16 mai 1917 à Gothenburg et mort le 1er septembre 2015 à Camarillo) est un militaire américain.
Il le seul Américain d'origine japonaise de l'United States Army Air Forces (USAAF) qui a servi dans des opérations de combat dans le théâtre du Pacifique de la Seconde Guerre mondiale, c'est-à-dire contre les forces japonaises.
Il a effectué un total de 58 missions de combat en Europe, en Afrique du Nord et au Japon pendant la Seconde Guerre mondiale.